# Kodiak Station
Kodiak Station és una concentració de població designada pel cens dels Estats Units a l'estat d'Alaska. Segons el cens del 2000 tenia 1.840 habitants.

## Demografia
Segons el cens del 2000, Kodiak Station tenia 1.840 habitants, 492 habitatges, i 481 famílies La densitat de població era de 30,3 habitants/km².
Dels 492 habitatges en un 76,2% hi vivien nens de menys de 18 anys, en un 93,9% hi vivien parelles casades, en un 1,8% dones solteres, i en un 2,2% no eren unitats familiars. En el 2% dels habitatges hi vivien persones soles el 2% de les quals corresponia a persones de 65 anys o més que vivien soles. El nombre mitjà de persones vivint en cada habitatge era de 3,55 i el nombre mitjà de persones que vivien en cada família era de 3,59.
Per edats la població es repartia de la següent manera: un 41,5% tenia menys de 18 anys, un 11,2% entre 18 i 24, un 45,1% entre 25 i 44, un 2,2% de 45 a 60 i un 0% 65 anys o més.
L'edat mediana era de 24 anys. Per cada 100 dones hi havia 107,7 homes. Per cada 100 dones de 18 o més anys hi havia 117,8 homes.
La renda mediana per habitatge era de 46.189 $ i la renda mediana per família de 45.762 $. Els homes tenien una renda mediana de 27.383 $ mentre que les dones 23.047 $. La renda per capita de la població era de 14.234 $. Cap de les famílies estaven per davall del llindar de pobresa.

## Poblacions més properes
El següent diagrama mostra les poblacions més properes.